# Paška vas
Paška vas je naselje u slovenskoj Općini Šmartnom ob Paki. Paška vas se nalazi u pokrajini Štajerskoj i statističkoj regiji Savinjskoj. 

## Stanovništvo
Prema popisu stanovništva iz 2002. godine naselje je imalo 204 stanovnika.